# 条纹鸡笼鲳
条纹鸡笼鲳（学名：Drepane longimana），又名蜈蚣鲳、婆心鲳、烟袋鲳、鸡鲳、龟花鲳、香鲳、條紋簾鯛，为鸡笼鲳属的鱼类。

## 分佈
本魚分布于印度西太平洋區，包括印度洋非洲东岸、东至澳大利亚、北至日本以及中国南海、台湾海峡、东海等海域，属于暖水性鱼类。其多栖息于近岸浅海以及常进入河口咸淡水中。该物种的模式产地在Tranquebar。

## 深度
水深1至50公尺。

## 特徵
本魚體側扁，略呈菱形。頭部陡斜，口小可向下突出，眼大，體色為銀白色或銀灰色，具8至9條暗色橫帶，胸鰭呈鐮刀狀，側線成弧形，尾鰭楔形，體長可達50公分。

## 生態
本魚棲息於沙泥底質的淺水域，屬雜食性，以藻類及小型底棲無脊椎動物為食。繁殖期在春季，至近岸產卵。

## 經濟利用
可作為食用魚。

## 扩展阅读
維基物種上的相關：条纹鸡笼鲳